# Historisches Zentrum der Stadt Remscheid

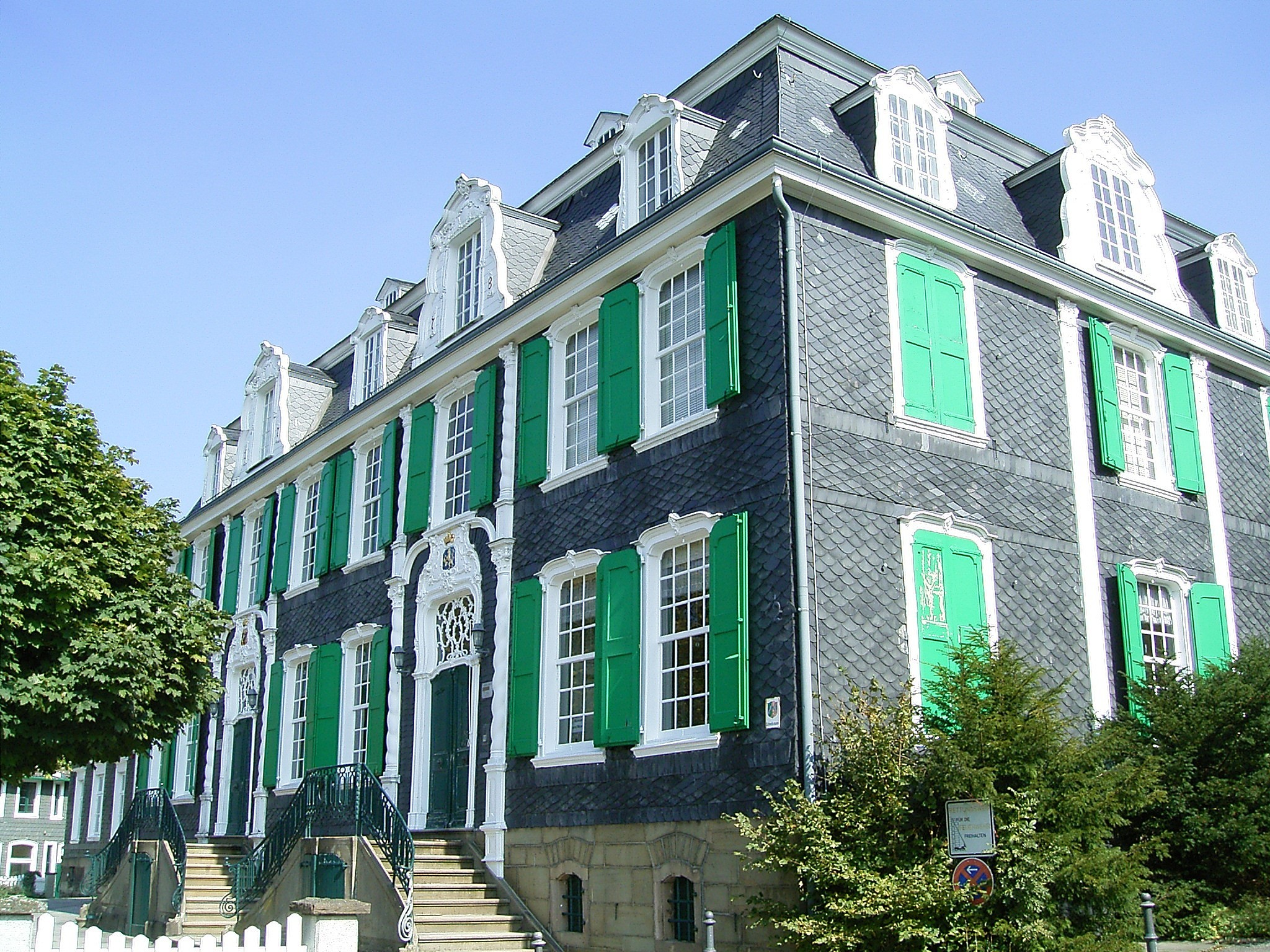
Haus Cleff (2007)

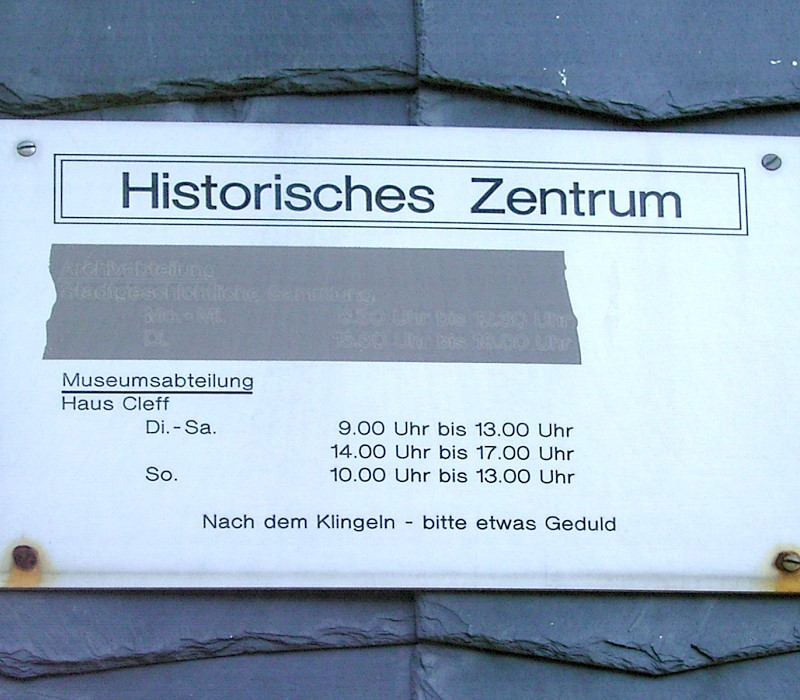
Öffnungszeiten (2007)

Das Historische Zentrum der Stadt Remscheid, organisatorisch verbunden mit dem Deutschen Werkzeugmuseum, ist ein lokales Haus der Geschichte. Es nimmt die Aufgaben des ehemaligen Stadtarchivs und des ehemaligen Heimatmuseums (heute: Haus Cleff) wahr.
Ältester Bestandteil des Historischen Zentrums ist das Wohnhaus der Werkzeugkaufleute Cleff. Die reizvolle äußere Gestaltung des 1778 erbauten repräsentativen Gebäudes verbindet Stilmerkmale bürgerlichen Rokokos mit den Formen und der schwarz-weiß-grünen Farbpalette der bergischen Bauweise.
Innen bieten sich verschiedene Ansichten auf die scheinbar gerade erst von den Bewohnern verlassene, großbürgerlich-bergische Wohnkultur mit einer vollständig eingerichteten bergischen Küche um 1800, einem Zinnkabinett und einer umfangreichen Sammlung von Gemälden und anderen Arbeiten Johann Peter Hasenclevers (Düsseldorfer Malerschule, 1810–1853).
Ein weiterer wichtiger Schwerpunkt ist die Ausstellungseinheit mit umfangreichen Informationen zu Leben und Werk des richtungsweisenden Gestalters bildstatistischer Zeichen und sozialkritischen Grafikers Gerd Arntz (1900–1988), die auch viele seiner wichtigsten Werke im Original zeigt.
Im historischen Rokoko-Wohnhaus Cleff befand sich zeitweise ein Teil des Stadtarchivs, der mittlerweile als Archiv der Stadt Remscheid in ein benachbartes Gebäude einer ehemaligen Schlittschuhfabrik verlagert wurde. Hier finden sich unter anderem alte Fotos, Karten und Pläne, alte Zeitungen und eine Bibliothek. Im Archiv können an Bergischer und Remscheider Geschichte Interessierte lesen und recherchieren. Einige Bestände des Archivs lagern in der Außenstelle Honsberger Straße. Dort befinden sich vor allem die Verwaltungsakten der Stadt Remscheid und der bis 1929 selbständigen Städte Lennep und Lüttringhausen.